# Maia Tskitisjvili
Maia Tskitisjvili (georgiska: მაია ცქიტიშვილი), född 2 juni 1974 i Tbilisi i Georgiska SSR i Sovjetunionen (nu Georgien), var sedan 2018 minister för regional utveckling och infrastruktur, när hon 2021 blev Georgiens premiärminister.